# Bahuzi
Bahuzi (tiếng Ả Rập: بحوزى, cũng đánh vần Bhozy) là một ngôi làng ở phía tây bắc Syria, một phần hành chính của Tỉnh Tartus. Nó nằm giữa Safita (về phía đông) và Ras al-Khashufah (về phía tây). Theo Cục Thống kê Trung ương Syria (CBS), Bahuzi có dân số 1.801 người trong cuộc điều tra dân số năm 2004. Cư dân của nó chủ yếu là Alawites.